# Lagerbordell
Lagerbordelle wurden zwischen 1942 und 1945 in zehn NS-Konzentrationslagern eingerichtet und sollten männlichen Häftlingen als Anreiz zur Mehrarbeit dienen.
Der Historiker Robert Sommer schätzt, dass 210 Frauen in den Bordellen deutscher Konzentrations- und Vernichtungslager zur Prostitution gezwungen wurden, für 174 Frauen wurde dies namentlich nachgewiesen.

## Geschichte
Die Idee der Einrichtung von Lagerbordellen geht auf einen Besuch des Reichsführers-SS Heinrich Himmler im KZ Mauthausen und den umliegenden Steinbrüchen zurück. Nach seinen Vorstellungen sollte die totale Ausbeutung der Arbeitskraft männlicher KZ-Häftlinge durch die Einführung von Gratifikationen forciert werden. Privilegierten männlichen Häftlingen sollte der Besuch des „Sonderbaus“ – so die Sprachregelung der SS für diese Bordellbaracken – erlaubt werden.

„Für notwendig halte ich allerdings, daß in der freiesten Form den fleißig arbeitenden Gefangenen Weiber in Bordellen zugeführt werden.“

Dass dies auf Kosten der Sex-Zwangsarbeiterinnen geschehen sollte, war von Anbeginn Teil der Idee: „Die sexuelle Ausbeutung von Frauen sollte ein natürlicher Anreiz für männliche Häftlinge sein.“
Auf Befehl von Heinrich Himmler entstand in Mauthausen im Juni 1942 das erste von zehn Häftlingsbordellen. Hierfür wurden Frauen aus der Häftlingskategorie „asozial“ „abgestellt“, die sich nicht in den NS-Staat eingefügt hatten und beispielsweise den Bund Deutscher Mädel ablehnten. Des Weiteren gehörten auch Frauen, die sich prostituiert hatten und nicht den gegen sie verhängten Auflagen nachgekommen waren, zu den „Asozialen“. Viele dieser zur Prostitution gezwungenen Frauen kamen aus dem Frauenkonzentrationslager Ravensbrück. Zogen sich Frauen eine Geschlechtskrankheit zu, wurden sie für medizinische Versuche zur Verfügung gestellt. Schwangere wurden einer Zwangsabtreibung unterzogen.
Das Lagerbordell im KZ Auschwitz I wurde ab Juni 1943 auf Geheiß Himmlers im Block 24a (gegenwärtig Sitz des Museum-Archivs) eingerichtet. Zuvor hatte die SS den Plan verworfen, eine Bordellbaracke (Bauvorhaben 93) hinter dem Block 11 zu errichten. Es eröffnete im Oktober 1943 und sollte privilegierten Funktionshäftlingen zur Belohnung dienen. Den SS-Wachen war der Besuch verboten, sie besuchten ein Bordell in der Stadt Auschwitz. Über 60 deutsche, polnische und ukrainische Frauen selektierte die SS im Frauenlager im KZ Auschwitz II–Birkenau für die beiden Bordellkommandos in Auschwitz I und KZ Auschwitz III–Monowitz. Das Lagerbordell bestand bis wenige Tage vor der Evakuierung von Auschwitz.
Ab 1943 gab es innerhalb des Schutzhaftlagers in Buchenwald ein Lagerbordell für Häftlinge als „Antriebsmittel für höhere Leistungen“. Zu diesem Zweck wurden im Juli 1943 16 weibliche Häftlinge aus dem KZ Ravensbrück nach Buchenwald verbracht und zur Prostitution gezwungen.
Am 11. Mai 1944 wurde im KZ Dachau ein Lagerbordell in Betrieb genommen, sechs Frauen aus Ravensbrück trafen ein. Es stand in Zusammenhang mit der Dienstvorschrift Oswald Pohls, außergewöhnliche Arbeitsleistungen bei Häftlingen zu honorieren und damit zu steigern. Gegen Ende des Jahres löste man es wieder auf.

### Das Prämiensystem
Die KZ waren nicht nur Gefangenenlager, sondern auch Arbeitslager, welche die deutsche Kriegswirtschaft maßgeblich unterstützen mussten. Die Häftlinge waren billige Arbeitskräfte und wurden rücksichtslos ausgebeutet. Ab 1940 gab es einen starken Fachkräftemangel in für die SS wichtigen Betrieben, der mit Häftlingen behoben werden sollte. Diese wurden mit der Vergabe von Prämienscheinen entlohnt, welche Hafterleichterungen möglich machten. Allerdings hatte die große Mehrzahl der Häftlinge keinen Zugang zu solchen Positionen und somit auch nicht zu Prämienscheinen und Privilegien. Hier spielte die nationalsozialistische Rassenideologie eine wichtige Rolle, jüdische Häftlinge hatten keinen Zugang zu einer höheren Schicht in der Lagergesellschaft. Nur besser gestellte Häftlinge oder solche mit Beziehungen zu diesen wurden überhaupt in das Prämiensystem aufgenommen. Im Mai 1943 wurde eine „Dienstvorschrift für die Gewährung von Vergünstigungen an Häftlinge“ im gesamten KZ-System eingeführt. Darin wurde männlichen Häftlingen bei höherer Arbeitsleistung das Tragen eines militärischen Haarschnitts, die Zuteilung von Zigaretten, eine höhere Brieffrequenz, Einkäufe in der Kantine und der Bordellbesuch gestattet.
„Sex-Zwangsarbeit gehörte zu einem Gratifikationssystem, das den Grundwiderspruch zwischen Arbeit und Überleben aufheben und die Ausbeutung der Häftlinge maximieren sollte. Das Prämiensystem samt den Lagerbordellen war seit 1943 fester Bestandteil der KZ-Zwangsarbeit sowie seiner Ausbeutungs- und Mordmaschinerie und damit inhärenter Bestandteil der nationalsozialistischen Schreckensherrschaft.“

## Übersicht der Bordelle
| KZ                   | errichtet       | aufgelöst                                    | Gebäude                                      | Lage (mit Koordinaten)                                     | heutiger Zustand                                                             | Foto |
| -------------------- | --------------- | -------------------------------------------- | -------------------------------------------- | ---------------------------------------------------------- | ---------------------------------------------------------------------------- | ---- |
| Mauthausen           | 11. Juni 1942   | ?                                            | Baracke 1, umgebaut                          | am Appellplatz gegenüber der Wäscherei                     | restauriert                                                                  |      |
| Gusen                | Herbst 1942     | ?                                            | eigener Bau                                  | am Appellplatz neben dem Jourhaus                          | privates Wohnhaus                                                            |      |
| Flossenbürg          | Juli 1943       | Befreiung 23. April 1945                     | eigener Bau                                  | am Lagerrand hinter dem Arrestblock                        | zerstört, Fundamente erkennbar                                               | .    |
| Buchenwald           | 16. Juli 1943   | Befreiung 11. April 1945                     | eigenes Gebäude                              | zwischen Krankenbaracke und dem Kleinen Lager              | zerstört, Fundamentreste, Gedenktafel                                        | .    |
| Auschwitz-Stammlager | Oktober 1943    | Januar 1945, wenige Tage vor der Evakuierung | Block 24a (1. Stock von Block 24), adaptiert | linker Hand des Lagertors                                  | Museumsarchiv, Gucklöcher zur Überwachung durch die SS in den Türen erhalten |      |
| Auschwitz-Monowitz   | Herbst 1943     | .                                            | .                                            | zwischen Häftlingsküche und Gärtnerei                      | zerstört                                                                     | .    |
| Dachau               | 11. Mai 1944    | Ende 1944                                    | eigenes Gebäude (Block 170a oder 31)         | in der nordöstlichen Ecke des Hauptlagers                  | zerstört                                                                     | .    |
| Neuengamme           | 28. Mai 1944    | .                                            | eigenes Gebäude                              | außerhalb des Häftlingslagers, durch einen Zaun abgetrennt | zerstört, Fundamentreste, Gedenktafel                                        | .    |
| Sachsenhausen        | August 1944     | .                                            | eigenes Gebäude                              | Anbau neben der Pathologie im Krankenrevier                | .                                                                            | .    |
| Mittelbau-Dora       | Spätsommer 1944 | .                                            | .                                            | nördlich des Appellplatzes                                 | zerstört, Fundamentreste, Gedenktafel                                        |      |

## Die Frauen
Nachweislich waren 180, wahrscheinlich aber zwischen 200 und 220 Frauen in den zehn Lagerbordellen eingesperrt. Die meisten der Frauen waren Deutsche, die als „Asoziale“ in ein Konzentrationslager verschleppt worden waren und von der SS weiterhin so bezeichnet wurden. Andere waren Polinnen, Ukrainerinnen, Weißrussinnen sowie Romnija und Sintize. Jüdische Frauen gab es in den Lagerbordellen nie.

### Selektion und Meldung
Die Frauen, die in den Konzentrationslagern Buchenwald, Dachau, Dora-Mittelbau, Flossenbürg, Gusen, Mauthausen, Neuengamme und Sachsenhausen Sexzwangsarbeit leisten mussten, waren Häftlinge des Frauen-KZ Ravensbrück. In den Lagerbordellen des KZ Auschwitz mussten weibliche Häftlinge aus Auschwitz-Birkenau Sexzwangsarbeit verrichten.

Anfangs versuchte die SS in Ravensbrück mit der falschen Vorgabe einer Haftentlassung nach sechsmonatigem Bordelldienst die Frauen dazu zu bringen, sich „freiwillig“ zu melden. Zur vermeintlichen „Freiwilligkeit“ in den Lagerbordellen schreibt die Historikerin Christa Paul: 
„Bei dem Begriff ‚Freiwilligkeit‘, […] ist zu beachten, daß die ‚freiwillige‘ Meldung zur Arbeit in einem Häftlingsbordell ein Ausdruck ist, der eine erzwungene Entscheidung beschreibt. […] der Begriff ‚Freiwilligkeit‘ [hat] in Bezug auf Häftlinge in Konzentrationslagern, in denen die Herrschaft der SS absolut war, keine Relevanz.“ (Christa Paul, 1994, S. 33) 
Später wurden Frauen selektiert, denen der Charakter des Dienstes verschwiegen wurde. Dabei wurden von der SS Häftlinge ausgewählt, die als Prostituierte inhaftiert waren. Allerdings trifft der Haftgrund Prostitution keine Aussage darüber, ob die Frauen tatsächlich vor ihrer Inhaftierung in der Sexarbeit tätig waren.
Laut Sommer geschah dies aus drei Gründen:
1. Die SS wählte für all ihre Arbeitskommandos nach Möglichkeit Facharbeiter aus.
2. Die SS erwartete von diesen Frauen weniger Widerstand.
3. Die SS wollte bei den Bordellgängern den Glauben schaffen, dass die Frauen dieser Arbeit freiwillig nachgehen würden.[19]

Mit dem Entstehen neuer Lagerbordelle mussten mehr Frauen selektiert werden. Da die Anzahl der als Prostituierte inhaftierten Frauen nicht mehr ausreichte, griff die SS auf als „Asozial“ oder „Kriminell“ inhaftierte Frauen zurück. Später wurden auch Frauen aus der Häftlingsgruppe der Politischen Gefangenen selektiert, vor allem sog. „Bettpolitische“. Als „Bettpolitische“ wurden von den Nationalsozialisten Frauen bezeichnet, denen bspw. eine Beziehung zu ausländischen Zwangsarbeitern vorgeworfen wurde.
Die Zeitzeugin, die unter den Pseudonymen Magdalena Walter, Margarethe Walter, Frau W., M. Walter, M.W., Frau B. oder Maria W. auftritt, berichtet in der Dokumentation Diese verfluchten Stunden am Abend. Die Häftlingsbordelle im KZ von ihrer Selektion durch die SS im KZ Ravensbrück und den anschließenden ärztlichen Untersuchungen. Zuerst wurden die Frauen in der Krankenbaracke „aufgepäppelt“, bekamen mehr Essen und wurden ärztlich betreut. Dann erst geschah der Transport in die verschiedenen Lagerbordelle der Männer-Konzentrationslager.

## Die Bordellbesucher
Die Bordellbesucher waren zunächst nur Funktionshäftlinge. Erst ab 1943, nach Einführung des Prämiensystems, konnten auch andere Häftlinge das Bordell besuchen. SS-Männern war der Besuch des Lagerbordells nicht gestattet. Die SS nutzte jeweils die städtischen Bordelle. Ausnahme waren ukrainische SS-Wachmänner, für welche teilweise Sonderbordelle gebaut wurden. Jüdischen Häftlingen und sowjetischen Kriegsgefangenen war der Bordellbesuch nie erlaubt. Zunächst wurden die Bordelle von Häftlingen, die es sich körperlich leisten konnten, gut besucht. Später sanken aber die Besuchszahlen rapide. Viele politische Häftlinge lehnten den Besuch eines solchen Bordells aus moralischen Gründen ab. Für die meisten Häftlinge war das Lagerbordell im täglichen Überlebenskampf bedeutungslos und wurde als groteske Einrichtung wahrgenommen.
Grob lassen sich die Besucher in drei Gruppen einteilen. Es gab regelmäßige Besucher, körperlich fit genug und mit ausreichenden Überlebenschancen, sich um Prahlerei bemühen zu können. Dann gab es die sporadischen Besucher, welche den zwischenmenschlichen Kontakt zu einer Frau suchten. Hier gab es teilweise sogar emotionale Beziehungen, die sich zwischen den Häftlingen und Zwangsprostituierten entwickelt haben, trotz strengen Verbots seitens der SS. Die letzte Besuchergruppe sind die einmaligen Besucher. Es handelte sich um Männer, welche dem Tod extrem nahestanden und ein letztes Mal den körperlichen Kontakt zu einer Frau erleben wollten. Auch ist belegt, dass Männer ohne bisherige sexuelle Erfahrungen, die sich ihrer geringen Überlebenschancen bewusst waren, sich ein erstes und letztes Mal auf den sexuellen Kontakt mit einer Frau einlassen wollten.

## Nach dem Zweiten Weltkrieg

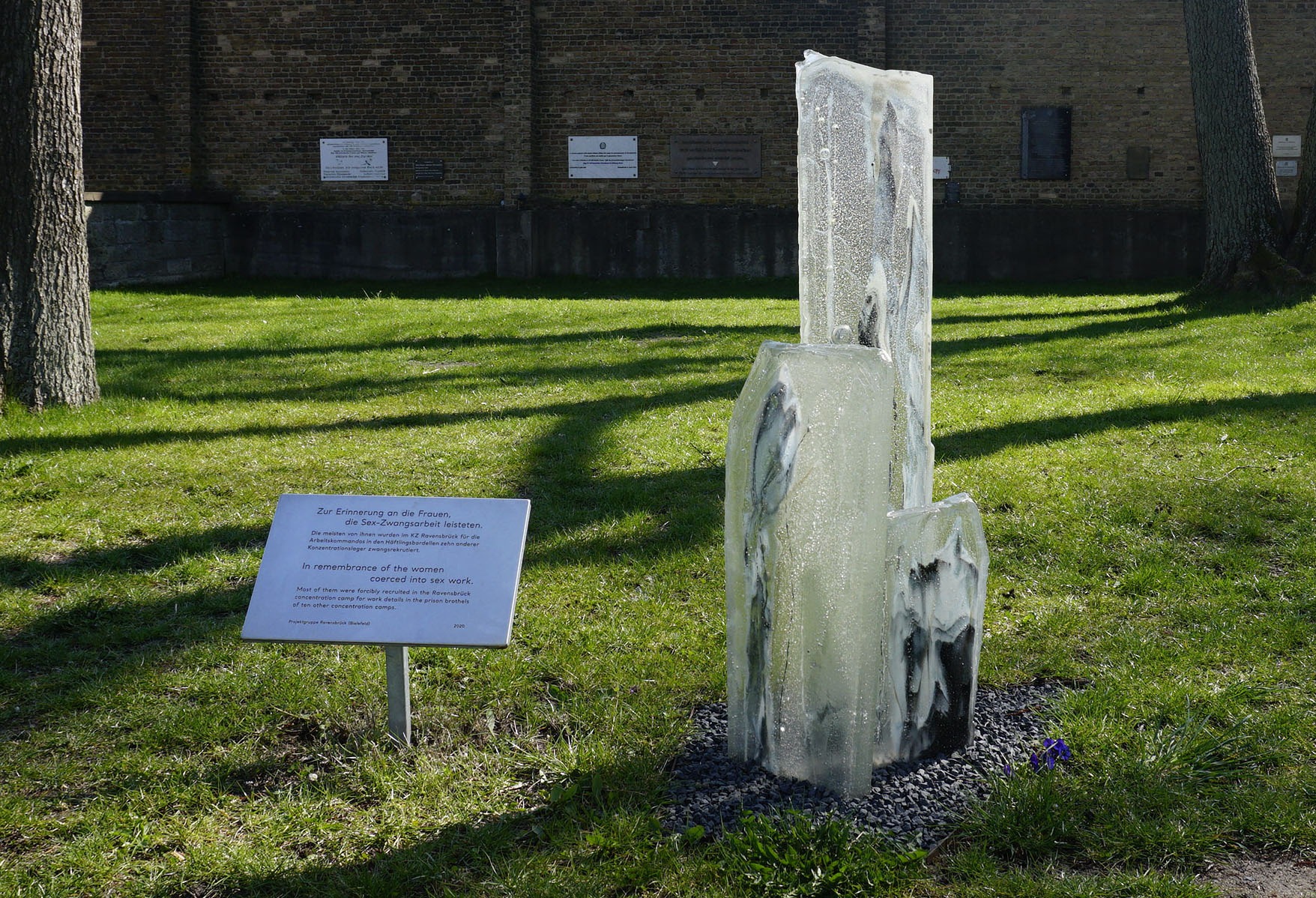
Gedenkzeichen für die Frauen, die Sex-Zwangsarbeit leisteten, in der Gedenkstätte Ravensbrück

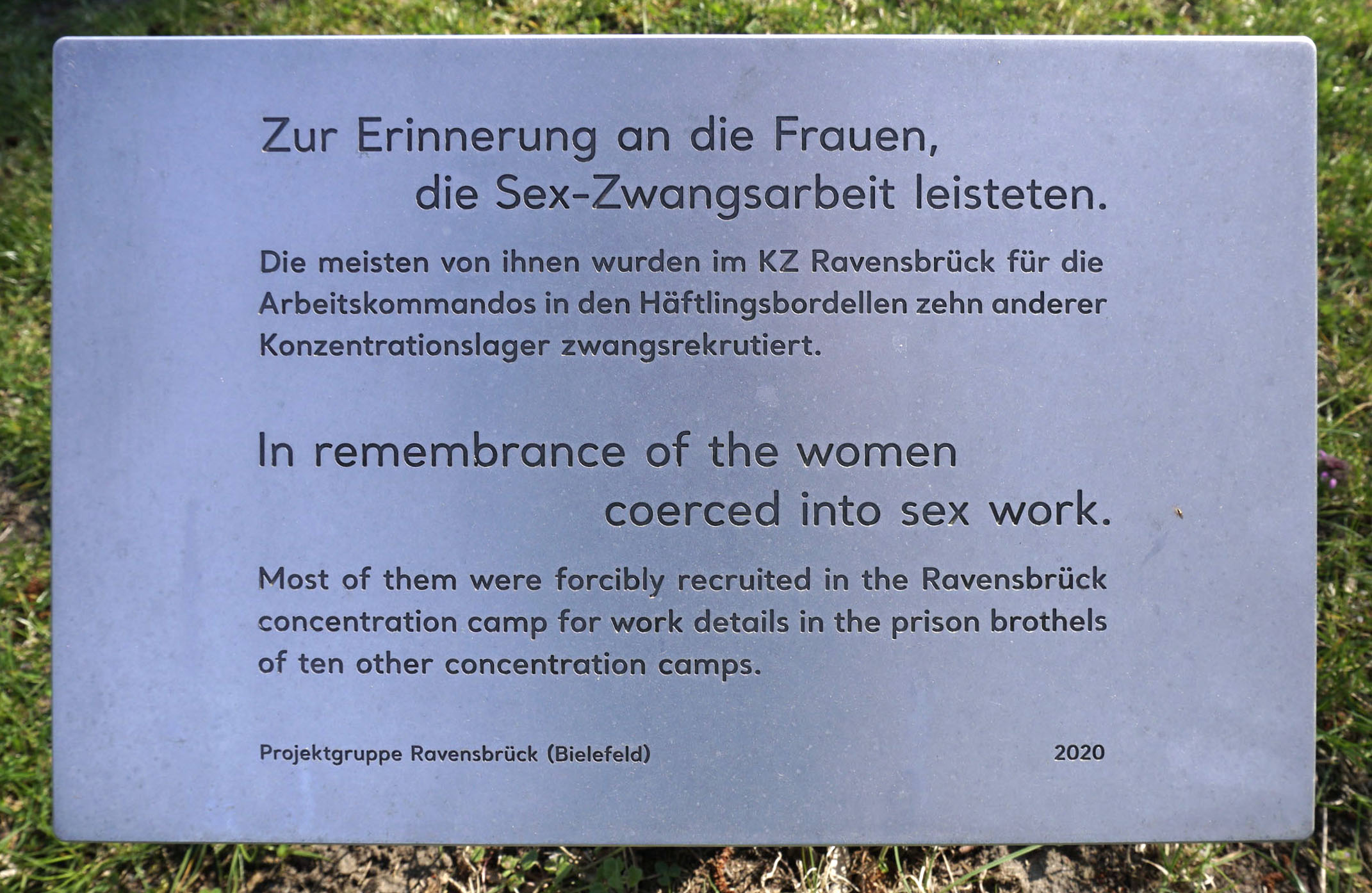
Gedenktafel für die Frauen, die Sex-Zwangsarbeit leisteten

Nach dem Zweiten Weltkrieg wurden die staatlich errichteten Lagerbordelle tabuisiert und totgeschwiegen. Fast alle Frauen verschwiegen nach dem Krieg, zur Arbeit in einem Lagerbordell gezwungen worden zu sein. Möglicherweise auf Grund der früheren Einstufung als „Asoziale“ und/oder der falschen Einschätzung ihrer Zwangslage verweigerten ihnen nach dem Krieg beide deutsche Staaten die Anerkennung ihres Opferstatus.
Die Sexzwangsarbeiterinnen wurden auch nach 1945 noch stigmatisiert. Zusätzlich hätte eine Aussage einer ehemaligen Sexzwangsarbeiterin auch wie eine Beschuldigung anderer Häftlinge klingen können. Hieran ist zu sehen, wie perfide das SS-Bordellsystem funktionierte, da es die Bordellbesucher in eine Position der Mittäterschaft zwang. Gleichzeitig wurden die Sexzwangsarbeiterinnen wegen der besseren Unterkunft und Ernährung von den Häftlingen als Mittäterinnen angesehen. Dies könnte ein weiterer Grund für ihr Schweigen nach 1945 sein. Ein weiterer Grund könnte eine Art Intersektionalität der Traumata sein, da die Frauen nicht nur das KZ überlebten, sondern auch sexualisierte Gewalt. Über diese zu sprechen, ist bis heute weltweit schwierig und kann zu Retraumatisierungen führen, wie zum Beispiel Statistiken zu zur Anzeige gebrachten Vergewaltigungen zeigen.
Sie waren der Öffentlichkeit zumeist unbekannt, was auch an einem fehlenden Opferverband nur für sie liegt, in dem sie sich hätten austauschen und gegenseitig Mut machen können, und wurden erst seit den 1990er Jahren von Wissenschaftlern thematisiert. Das Auffinden von Überlebenden war für die Forschung dann allerdings sehr schwierig, weshalb es bis heute nur wenige Zeitzeuginnenaussagen ehemaliger Sexzwangsarbeiterinnen gibt.
Bis in die 1990er Jahre galten die Betroffenen nicht als Opfer des Nationalsozialismus und erhielten keine Entschädigung.
Im Rahmen der 76. Befreiungsfeier in der Gedenkstätte Ravensbrück wurde am 18. April 2021 ein Gedenkzeichen für die Frauen, die zur Sexarbeit in den Konzentrationslagern gezwungen wurden, eingeweiht.

## Filme
- Caroline von der Tann, Maren Niemeyer: Das große Schweigen. Bordelle im KZ. Dokumentation, Deutschland 1995.
- Andrea Oster: Diese verfluchten Stunden am Abend. Die Häftlingsbordelle im KZ. Dokumentation, makido film, Österreich 2012, Erstausstrahlung am 29. Oktober 2012 auf 3sat (enthält Interviews mit Esther Bejarano, Sigmund Sobolewski, Hans Maršálek, Josef Paczynski, Antonia Bruha).[27]